# آسکاریس لومبرکوئیدس
آسکاریس لومبریکوئیدس (نام علمی: Ascaris lumbricoides) نوعی کرم لوله‌ای بزرگ از سردهٔ آسکاریس‌ها است که به عنوان انگل در دستگاه گوارش انسان زندگی می‌کند. آسکاریس شایع‌ترین و بزرگ‌ترین نمونه از کرم‌های لوله‌ای در روده باریک انسان است. به عارضهٔ حاصل شده از وجود این انگل در روده انسان آسکاریازیس گفته می‌شود. تخمین زده می‌شود که یک ششم از جمعیت مردم دنیا به‌ویژه در مناطق گرمسیر و کشورهای در حال توسعه در طول زندگی خود به این انگل یا سایر کرم‌های لوله‌ای آلوده می‌شوند.

## ویژگی‌ها
آسکاریس‌ها معمولاً سفیدرنگ تا صورتی هستند.طول آن‌ها در جنس ماده، ۲۰ تا ۴۹ سانتی‌متر می‌باشد. طول کرم ماده بیشتر است و حداکثر قطر آن در حدود ۶٫۵ میلی‌متر است. اندازه آسکاریس‌های نَر، کوچک‌تر و طول آن از ۱۵ تا ۳۰ سانتی‌متر است. بدن این کرم، لوله‌ای و باریک است و در هر دو انتها نازک می‌شود. پوشش بدن از کوتیکول صاف است که دارای خطوط کوچک می‌باشد. چهار خط طولی سفید رنگ در طول بدن امتداد می‌یابد. دهان در انتهای قدامی میان سه لب مدور باز می‌شود.
مخرج عبارت از یک شکاف عرضی است که نزدیک انتهای خلفی در سطح شکمی قرار دارد. انتهای خلفی کرم نر کاملاً خمیده بوده و دارای دو سیخک تناسلی می‌باشد که از سوراخ تناسلی نر واقع در داخل مخرج بیرون می‌آید. کرم ماده راست تر بوده و منفذ تناسلی آن در وسط سطح شکمی و در فاصله ۱٫۳ از انتهای قدامی بدنش واقع است.

## چرخه زندگی

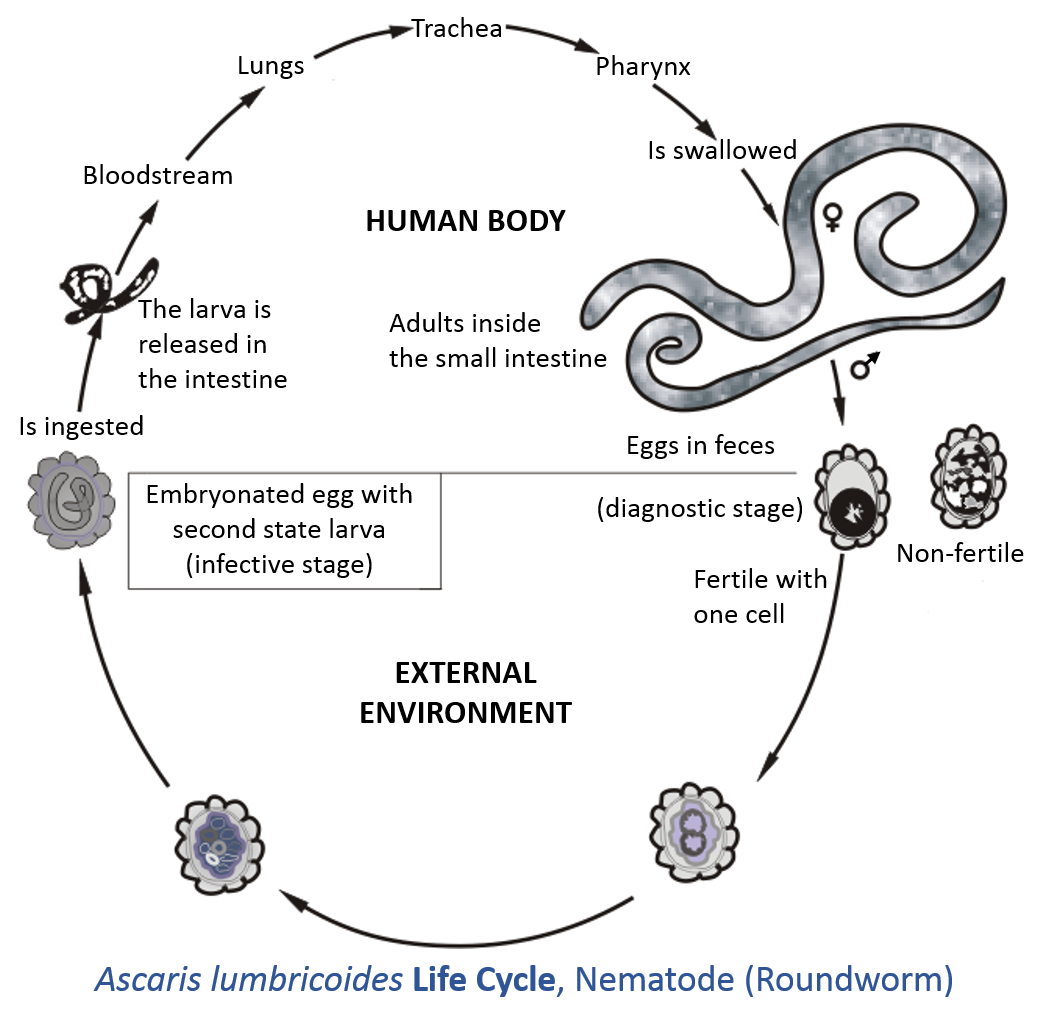
چرخه زندگی آسکاریس در داخل و خارج از بدن انسان

میزبان نهایی این کرم فقط انسان است و انتقال آن، از طریق مسیر دهانی - مقعدی صورت می‌گیرد. تخم کرم در شرایط مطلوب می‌تواند روزها و هفته‌ها در خارج از بدن انسان فعال بماند. پس از خورده شدن تخم‌ها توسط انسان، تخم‌ها در روده باریک، تبدیل به لارو می‌شوند. لاروهای رابدیتی‌فرم پس از بیرون آمدن از تخم، با عبور از دیواره روده، وارد جریان خون شده و بالاخره خود را به کبد و قلب، می‌رسانند. این کرم‌های کوچک، سپس وارد دستگاه تنفس شده و در کیسه‌های هوایی رها می‌شوند. آن‌ها در ریه موجب خون‌ریزی و التهاب می‌شوند و در ریه، پوست‌اندازی کرده و تکامل می‌یابند. پس از خارج شدن از ریه، وارد حلق شده و با عبور از مری دوباره وارد روده باریک می‌شوند (فاز روده‌ای). آن‌ها بار دیگر در این مرحله، پوست‌اندازی می‌کنند و در این فاز موجب سوء تغذیه و عارضهٔ خطرناک انسداد روده می‌شوند. کرم‌ها در روده باریک، بالغ شده و پس از جفت‌گیری و لقاح، شروع به تخم‌گذاری می‌کنند. کرم ماده می‌تواند روزانه تا ۲۰۰٬۰۰۰ تخم به‌مدت ۱۲ تا ۱۸ ماه، تولید کند. تخم‌ها طی ده روز پس از دفع از بدن انسان، فعال و عفونت‌زا می‌شوند. تخم‌ها همچنین می‌توانند تا بیش از ۱۰ سال، خارج از بدن انسان و در خاک و محیط‌های نامساعد مقاومت داشته باشند.
این کرم ممکن است در پاسخ به درمان یا تب، وارد مناطق دیگری از بدن شود. تخم‌های کرم آسکاریس به مواد ضدعفونی‌کننده مقاوم هستند و در کود یا فاضلاب برای ماه‌ها زنده باقی خواهند ماند.

## نحوه گسترش
تخم این انگل از راه آب، خاک و غذای آلوده وارد بدن می‌شود.
آلودگی با آسکاریس در همه جا دیده می‌شود. بیشترین موارد بیماری، در کشورهای با آب و هوای گرم است. آسکاریس یک عفونت منتقل شونده از راه خاک است. دفع غیربهداشتی مدفوع و استفاده از کود انسانی دو عامل عمده غیربهداشتی هستند که مسئول بروز آسکاریازیس (عفونت آسکاریس) می‌باشند. عفونت در انسان از طریق خوردن تخم جنین دار موجود در خاک و با خوردن سبزیجات آلوده ایجاد می‌شود. تخم پس از وارد شدن به بدن انسان، در روده باز و لارو آزاد می‌شود. لارو پس از عبور از دیواره روده و سیر مراحل تکاملی خود در کبد، قلب، ریه‌ها مجدداً به روده بازمی‌گردد و به صورت بالغ در آنجا زندگی می‌کند. کرم بالغ با انسداد مجرای گوارشی یا صفراوی یا با دخالت در تغذیه بیمار، بیماری گوارشی ایجاد می‌کند. وجود کرم بالغ در روده کوچک علائم مبهمی مانند درد شکم و نفخ ایجاد می‌کند. انسداد روده که بسیار نادر است و حداکثر سن بروز آن ۱ تا ۶ سالگی است، ناشی از توده کرم‌ها در کودکان خیلی آلوده‌است.
- لوازم آلوده: مدفوع انسان تنها مخزن عفونت است.
- میزبان: میزان آلودگی در کودکان زیاد است و کودکان عمده‌ترین پخش‌کننده آلودگی هستند.
- عوامل محیط زیست: آسکاریس یکی از کرم‌های منتقله از راه خاک است. تخم کرم‌های آسکاریس در شرایط مساعد، ماه‌ها و حتی سال‌ها زنده می‌ماند.
- عادات انسان: زیاد شدن تخم کرم در خاک به سبب عادات انسان در دفع مدفوع در فضای آزاد روی می‌دهد و مهم‌ترین عاملی است که موجب انتشار گسترده آسکاریس در جهان می‌شود. تخم آلوده‌کننده می‌تواند دست‌ها و خوراکی‌های کودکانی را که روی زمین بازی می‌کنند آلوده کند.
- دوره انتقال: تا زمانی که تمام آسکاریس‌های بارور در روده از بین نروند و مدفوع از نظر تخم کرم منفی نشود، امکان انتقال آلودگی وجود دارد.[۱۱]

## راه انتقال
راه انتقال دهانی، از راه خوردن تخم‌های آلوده‌کننده همراه با خوراکی یا آب است. نحوه انتقال بیماری به انسان از دست به دهان است که در آن انگشت‌ها در اثر تماس با خاک آلوده شده‌اند. خوراکی‌هایی که خام خورده می‌شوند مانند سبزی‌ها، آلودگی را منتقل می‌نمایند. راه‌های دیگر انتقال، خوردن خاک آلوده (خاک خواری) و گردوغبار است که می‌تواند در انتشار آلودگی آسکاریس در مناطق کویری نقش مهمی داشته باشد.

## پیشگیری
- شستشوی دست‌ها قبل از غذا خوردن
- خودداری از وارد کردن انگشتان به دهان
- احداث توالت‌های بهداشتی و دفع بهداشتی مدفوع و آموزش بهداشت در مورد به‌کارگیری مستراح‌های بهداشتی، بهداشت فردی ـ همگانی و دگرگونی الگوهای رفتاری
- راه‌اندازی سیستم‌های بهداشتی
- استفاده نکردن از کود انسانی در کشاورزی
- شستن دقیق میوه‌ها و سبزی‌ها به خصوص آن‌هایی که به شکل بوته و درختچه هستند و در معرض آلودگی‌های منتقله از مدفوع سگ و گربه هستند مانند خیار، گوجه، کاهو، توت فرنگی و غیره. توصیه شده چند برگ رویی کاهو یا پوست میوه‌هایی مانند هویج هم قبل از مصرف کنده شده و دور ریخته شده و سپس مصرف شوند.[۱۱]